# Pendra
Pendra là một thị xã và là một nagar panchayat của quận Bilaspur thuộc bang Chhattisgarh, Ấn Độ.

## Địa lý
Pendra có vị trí 22°46′B 81°57′Đ / 22,77°B 81,95°Đ Nó có độ cao trung bình là 592 mét (1942 feet).

## Nhân khẩu
Theo điều tra dân số năm 2001 của Ấn Độ, Pendra có dân số 12.392 người. Phái nam chiếm 50% tổng số dân và phái nữ chiếm 50%. Pendra có tỷ lệ 70% biết đọc biết viết, cao hơn tỷ lệ trung bình toàn quốc là 59,5%: tỷ lệ cho phái nam là 78%, và tỷ lệ cho phái nữ là 63%. Tại Pendra, 13% dân số nhỏ hơn 6 tuổi.